# P4 Södertälje
P4 Södertälje var Sveriges Radios lokalradiostation som sände över Södertälje med omnejd på frekvenserna 97,6 och 99,6.

## Bakgrund
Kanalen startade sina sändningar den 8 november 2019. Det är första gången Sveriges Radio har en lokal station i Södertälje. Programutbudet består av lokala nyheter och reportage, samt lokal morgonshow. För den betydande Sverigefinländska gruppen i staden sänds även program på finska språket inom ramen för Sisuradio. Sveriges Radios redaktion har kontor på Järnagatan i stadens centrala delar.
2024 meddelade Sveriges Radio att P4 Södertälje skulle läggas ner.